# Албарето (Парма)
Албарето (итал. Albareto) је насеље у Италији у округу Парма, региону Емилија-Ромања.
Према процени из 2011. у насељу је живело 539 становника. Насеље се налази на надморској висини од 525 м.